# Greysia Polii
Greysia Polii est une joueuse de badminton indonésienne née le 11 août 1987 à Jakarta.
Elle est disqualifiée lors des Jeux olympiques d'été de 2012 avec sept autres joueuses de badminton pour « n'avoir pas fait tout leur possible pour remporter la victoire »,.
Aux Jeux olympiques d'été de 2020, elle remporte l'or en double dames, associée à Apriyani Rahayu. Elles battent en finale la paire Chinoise Chen Qingchen / Jia Yifan.